# Mont Fallère
Il Mont Fallère (pron. fr. AFI: [mɔ̃ falɛʁ] - 3.061 m s.l.m.) è una montagna che si trova nelle Alpi del Grand Combin (Alpi Pennine) in Valle d'Aosta.

## Toponimo

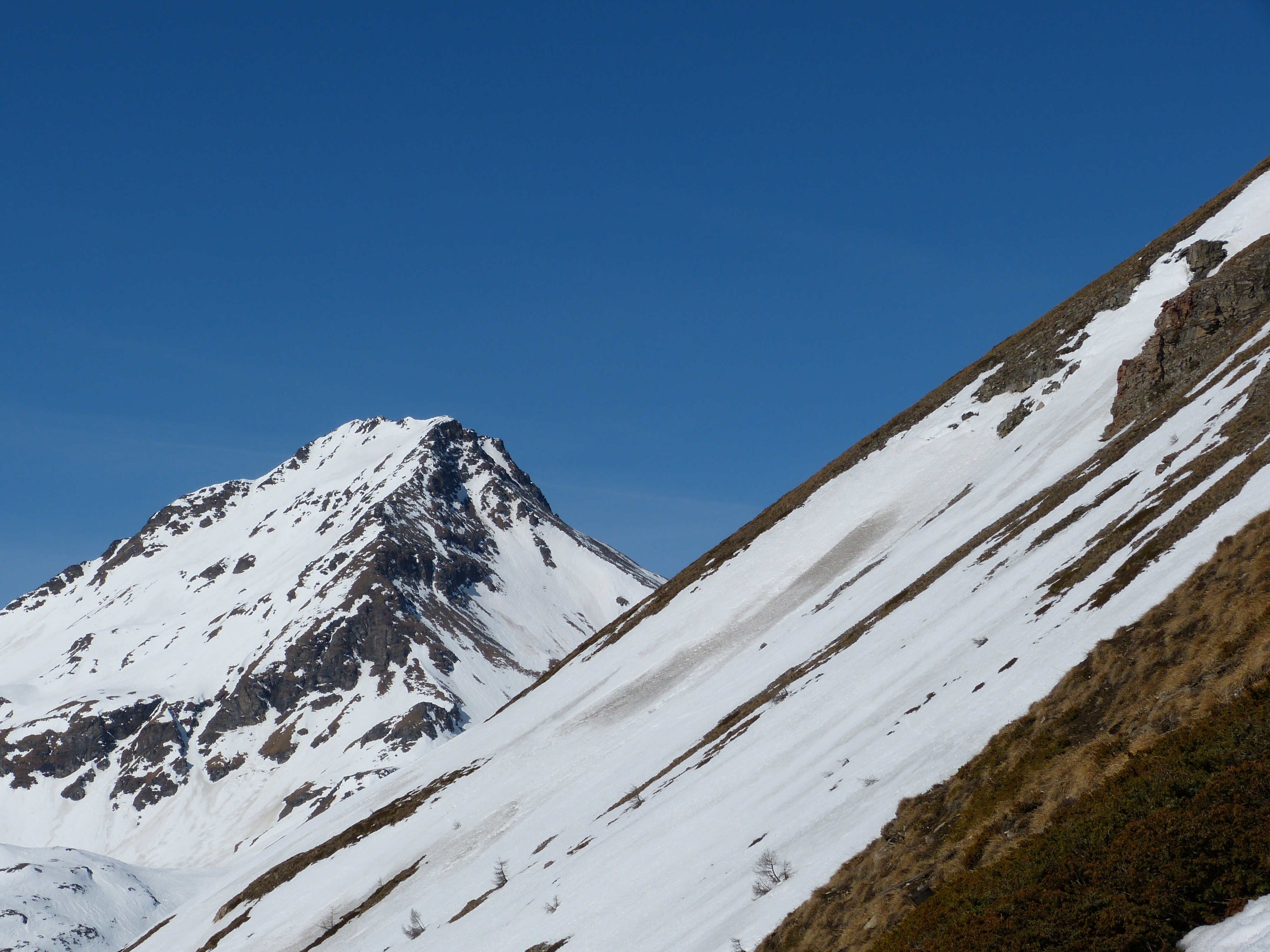
Il Mont Fallère d'inverno

La montagna, oltre che con il nome di Mont-Fallère con il quale è designata dalla cartografia ufficiale della Regione Valle d'Aosta, compare anche senza il trattino oppure come Monte Fallere o Monte Fallère.

## Caratteristiche

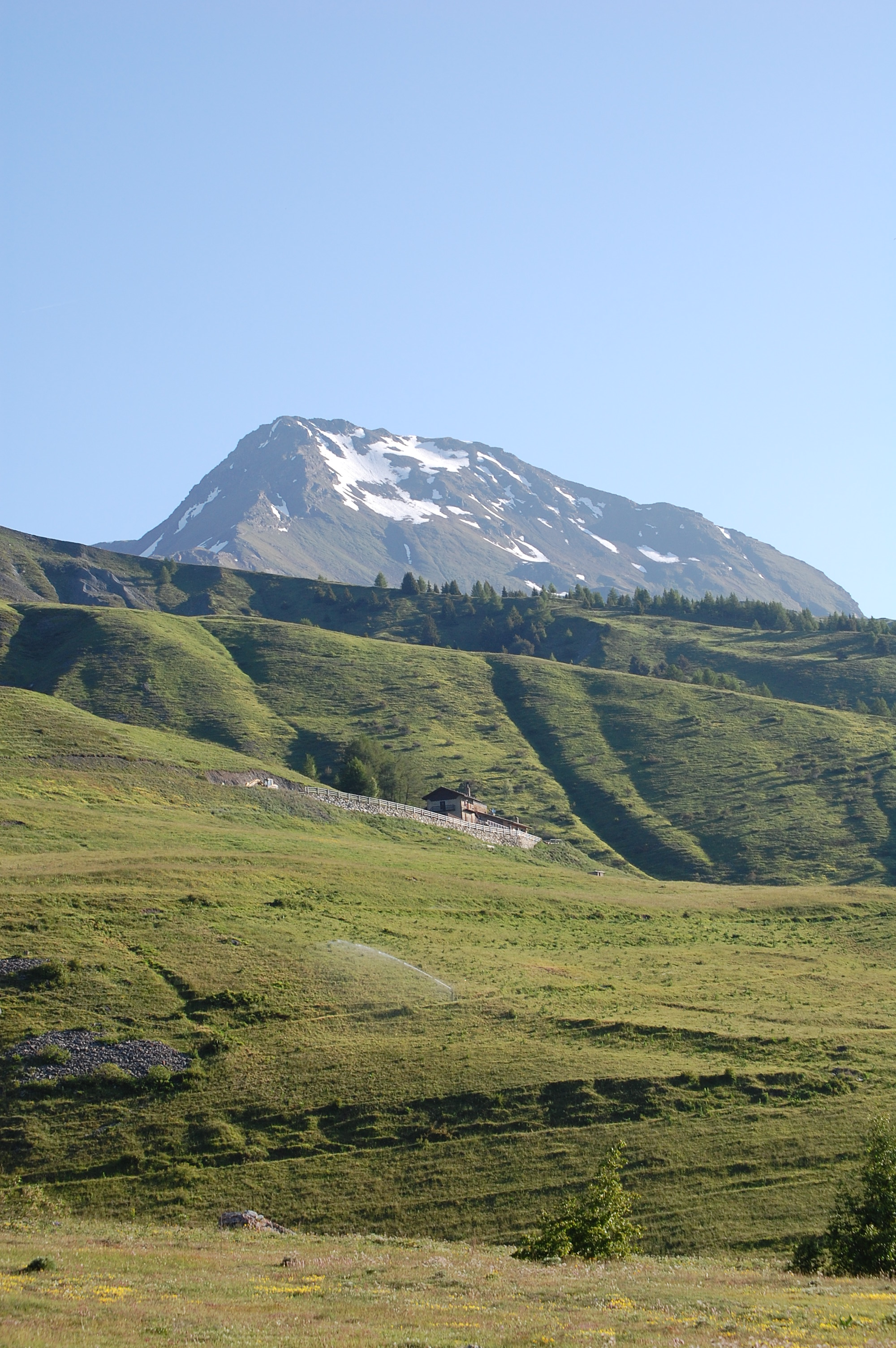
Vista da Vétan

È collocato tra la Valle del Gran San Bernardo e la Valdigne. Amministrativamente è posto alla convergenza tra i comuni di Sarre, Gignod e Saint-Pierre.
Ai piedi della montagna sono presenti alcuni laghi alpini: lago Fallère ed il lac Mort. 
Intorno al monte è definito un percorso escursionistico detto Tour du Mont Fallère.
Dalla vetta si ha una visione panoramica sul Monte Bianco, il Grand Combin, la Grivola e tante altre montagne delle Alpi Graie ed Alpi Pennine.

## Salita alla vetta
Si può salire sulla vetta partendo da Thouraz (1.652 m), località di Sarre, oppure da Vétan, località di Saint-Pierre.

### Punti di appoggio
- Rifugio Mont Fallère (2.385 m).

## Cartografia
- Istituto Geografico Militare (IGM): cartografia ufficiale italiana in scale 1:25.000 e 1:100.000, on-line su  www.pcn.minambiente.it
- Carta dei sentieri e dei rifugi scala 1:50.000 n. 5 Cervino e Monte Rosa, Istituto Geografico Centrale - Torino